# Royal Aircraft Factory B.E.3
El Royal Aircraft Factory B.E.3 fue un biplano monomotor rotativo desarrollado por la británica Royal Aircraft Factory antes de la Primera Guerra Mundial. Los B.E.4 y B.E.7 eran aeronaves virtualmente idénticas que sólo diferían en el motor montado.

## Diseño y desarrollo
En diciembre de 1911, la Royal Aircraft Factory comenzó a trabajar en un nuevo biplano de disposición similar a la de sus B.E.1 y B.E.2, pero propulsado por un motor rotativo que permitiera la comparación con estos modelos equipados con el motor V8 refrigerado por agua y por aire. El diseño en detalle de la nueva aeronave era responsabilidad de John Kenworthy, que trazó los planos de un biplano de dos vanos con alas similares a las del B.E.2, pero con un mayor decalaje. El control lateral se conseguía mediante la deformación del ala, mientras que el fuselaje, que era más ancho que el de los B.E.1 y B.E.2 para acomodar el motor rotatorio, estaba montado entre las alas superior e inferior, aunque separado de ellas.
Se construyeron dos aviones a principios de 1912, secuenciados como B.E.3 y B.E.4, pero como en esa época la Royal Aircraft Factory tenía prohibido construir aeronaves, oficialmente fueron reconstrucciones de un biplano Paulhan y de un Boxkite, respectivamente, pero las únicas partes reutilizadas fueron los motores.
El primero en volar fue el B.E.3, propulsado por un motor Gnome Omega de 37 kW (50 hp), el 3 de mayo de 1912, con Geoffrey de Havilland a los mandos. Las pruebas fueron lo suficientemente exitosas como para que De Havilland subiera a varios pasajeros en el B.E.3 más tarde el mismo día, y la aeronave fue entregada al Real Cuerpo Aéreo (RFC) el 13 de mayo del mismo año. El B.E.4, también propulsado inicialmente por un Gnome de 50 hp, voló el 24 de junio siguiente, y fue entregado al RFC el 8 de agosto. Fue remotorizado con un Gnome de 70 hp en septiembre del mismo año. Se construyeron al menos dos, y posiblemente tres, aparatos más, propulsados por Gnomes de 50 hp, a finales de 1912 y principios de 1913, por contratistas privados.
Kenworthy modificó el diseño para permitirle ser equipado con un más potente motor Gnome de dos filas de 104 kW (140 hp), que fue construido como B.E.7, volando por primera vez el 28 de febrero de 1913.
Los desarrollos finales de los modelos B.E. con motor rotatorio fueron los B.E.8/8a de 1914-15.

## Historia operacional
Los B.E.3 y B.E.4, llevando los números de serie 203 y 204, pasaron a ser parte del inventario del No. 3 Squadron RFC, siendo el B.E.3 apodado "Goldfish" y usado en varias pruebas, incluyendo la transmisión de señales aire-tierra mediante radio y luces. Se entregaron dos aviones más (números de serie 416 y 417) a la Escuela Central de Vuelo en diciembre de 1912, mientras que el número de serie 303, que pudo haber sido similar, fue entregado al No. 4 Squadron en enero de 1913, aunque se perdió en un accidente en febrero del mismo año. El B.E.7 también fue adscrito a la Escuela Central de Vuelo, sirviendo hasta noviembre de 1913, época en que se descubrió que los soportes del motor habían sido dañados por el calor de sus humos de escape.
El 204 se estrelló en la llanura de Salisbury el 11 de marzo de 1914, cuando su timón falló, posiblemente debido a la fatiga del metal, muriendo sus dos tripulantes. Para evitar fallos similares, los restantes aviones fueron equipados con colas modificadas basadas en las que equipaban al H.R.E.2, lo que permitió que los aviones de la Escuela Central de Vuelo permanecieran en uso hasta el verano del mismo año.

## Variantes
B.E.3
Entrenador con motor Gnome Omega de 37 kW (50 hp), tres (o cuatro) construidos.
B.E.4
Entrenador con motor Gnome Omega de 50 hp, cambiado por otro de 70 hp, uno construido.
B.E.7
Entrenador con motor Gnome Omega de 104 kW (140 hp), uno construido.

## Operadores
Reino Unido
- Real Cuerpo Aéreo

## Especificaciones (B.E.3)
Referencia datos: The Royal Aircraft Factory

### Características generales
- Tripulación: Dos (instructor y alumno)
- Longitud: 8,3 m (27,3 ft)
- Envergadura: 12 m (39,5 ft)
- Planta motriz: 1× motor rotativo radial de siete cilindros refrigerado por aire Gnome Omega.
  - Potencia: 37 kW (51 HP; 50 CV)

## Aeronaves relacionadas

### Desarrollos relacionados
- Royal Aircraft Factory B.E.2
- Royal Aircraft Factory B.E.8

### Secuencias de designación
- Secuencia B.E._ (interna de Royal Aircraft Factory (Blériot Experimental)): B.E.1 - B.E.2 - B.E.3 - B.E.4 - B.E.5 - B.E.6 - B.E.7 - B.E.8 - B.E.9 - B.E.10 →